# Walsh (Colorado)
Walsh è un centro abitato (town) degli Stati Uniti d'America, situato nella contea di Baca dello Stato del Colorado. Nel censimento del 2010 la popolazione era di 546 abitanti.

## Geografia fisica
Secondo i rilevamenti dell'United States Census Bureau, Walsh si estende su una superficie di 1,2 km².